# مؤیدالدوله
بویهٔ دیلمی ملقب به مؤیدالدوله و مُکَنّیٰ به ابومنصور پسر سوم رکن‌الدوله حسن و از امیران آل بویه در ری، همدان و اصفهان بود. وی در این دوران از مشورت‌های وزیر با کفایت خود صاحب بن عباد بهره برد. دوران پادشاهی وی از ۳۶۶ تا ۳۷۲ ه‍.ق. از جانب عضدالدوله و پس از آن تا هنگام فوتش در ۳۷۳ ه‍.ق. به طور مستقل ادامه داشت.